# Oraibi
Oraibi, pueblo Hopi Indijanaca, na mesi sjeverno od Winslowa u Novom Meksiku. Oraibi je utemeljen oko 1150., a otkrio ga je 1540. Coronadov poručnik Pedro de Tovar. Misija San Francisco utemeljena je 1629. ali je stradala 1680. u Pueblo ustanku. Oraibi je dugo bio najvažnije Hopi naselje, sve do 1907. kada su ga Indijanci počeli napuštati osnovavši nove pueble Hotevila (1906) i Bakavi (1907).
Pema legendi Oraibi su osnovali ljudi iz Old Shongopovija (Old Shungopavi). Danas je to mjeašvina starih kamenih i modernih kuća. Oraibi je i najkonzervativniji od svih Hopi-puebala, poznat po čestim konfrontacijama s federalnom vladom.
Naselje Kykotsmovi, kojega nazivaju i Lower Oraibi ili New Oraibi, osnovali su 1890. ljudi iz Oraibija.